# Элден, Спенсер
Спенсер Кеннет Ройс Элден (англ. Spencer Kenneth Royce Elden; род. 7 февраля 1991, Лос-Анджелес) — ребёнок, появившийся на обложке культового альбома группы Nirvana Nevermind (1991).
Идея снять ребенка под водой пришла Курту Кобейну, когда они с Дейвом Гролом смотрели документальный фильм о родах в воде. Звукозаписывающая компания сначала хотела использовать стоковую фотографию плывущего младенца, но когда оказалось, что это слишком дорого, наняли фотографа Кирка Веддла (Kirk Weddle). Друзья Кирка — Рената и Рик Элдены — позволили снять их сына Спенсера под водой за вознаграждение в 200 долларов. На момент съёмки Спенсеру было четыре месяца. Изображения рыболовного крючка, лески и долларовой банкноты наложили позже. Увидев снимок, Курт и его жена Кортни Лав решили, что пригласят Спенсера к себе на ужин, когда тот подрастёт. Смерть Кобейна в 1994 году не позволила этим планам осуществиться.
На свой первый день рождения Спенсер получил от звукозаписывающей компании Geffen Records диск «Nevermind» (ставший к тому времени мультиплатиновым) и плюшевого медвежонка.
В 2001 году десятилетний Элден повторил свою подводную фотосессию для публикации в сентябрьском номере журнала Rolling Stone, посвященной круглой дате с момента выхода альбома. Затем Элден появился на обложке «The Dragon Experience» (2003), сольного альбома cEvin Key — лидера канадской индустриальной группы Skinny Puppy. По словам Кевина, его девушка была нянькой Спенсера и сняла его для обложки альбома. Эта обложка не имеет ничего общего с оформлением Nevermind, по задумке фотографа её композиция и поза Спенсера символизируют взросление и тягу к небесам.
В возрасте 14 лет Спенсер участвовал в записи документального фильма Classic Albums: Nirvana - Nevermind, изданного на DVD. А также выступил в телешоу The 100 Greatest Albums на британском телеканале Channel 4 show, где поделился своей интерпретацией замысла обложки — по его словам, коллаж символизирует потерю невинности.
В сентябре 2006 года в интервью журналу New Musical Express Элден заявил, что ему было бы интересно встретиться с бывшими музыкантами Nirvana.
16 августа 2007 года Элден сказал, что чувствует себя настоящей порно-звездой, так как на обложке альбома виден его пенис: «Довольно неприятно, что столько народу видело меня голым. Я чувствую себя как крупнейшая мировая порно-звезда».
23 июля 2008 года радиостанция National Public Radio транслировала интервью с Элденом в программе All Things Considered. Оно было записано вскоре после того, как Спенсер окончил среднюю школу в Лос-Анджелесе.
Элден — художник и большой поклонник творчества Шепарда Фейри; его работы находятся в студии Фэйри Obey Giant.
В 2008 году Элдену заплатили 1000 долларов за ещё один повтор подводной фотосессии, снимок был опубликован в журнале «Esquire».
В 2016 году, к 25-летию альбома Nirvana «Nevermind», Элден повторил подводную фотосессию. Он хотел сняться голым, однако фотограф предпочел, чтобы Спенсер был в купальных плавках.
В августе 2021 года, на волне популяризации движения «Я не давал согласия», Элден предъявил группе иск с требованием компенсации морального ущерба. Он утверждает, что фото альбома является детской порнографией, и нанесло ему пожизненный ущерб. Как говорится в исковом заявлении, поданном в калифорнийский суд, «на этих изображениях демонстрируются интимные части тела Спенсера; его гениталии открыты для похотливых взглядов с того времени, как он был младенцем, и до сих пор». Иск подан к 17 персонам, среди которых два ныне живущих  участника группы Nirvana (Дэйв Грол и Крист Новоселич), а также наследники Курта Кобейна; с каждого из ответчиков предлагается взыскать по $150 тыс. или сумму, которую определит суд.